# Euroliga 1991./92.
Ovo je 35. izdanje elitnog europskog klupskog košarkaškog natjecanja koje se više službeno ne zove Kupom europskih prvaka već Europskom ligom. Naslov je osvojio beogradski Partizan tricom Aleksandra Đorđevića u posljednjim sekundama završnice protiv Joventuta. Sveukupno su sudjelovale 33 momčadi. Nakon dva kruga izbacivanja formirane su dvije skupine po osam momčadi, a iz svake su dalje išle četiri u četvrtzavršnicu. Od hrvatskih klubova sudjelovali su Cibona i Slobodna Dalmacija. Završni turnir odigran je u Istanbulu od 14. 16. travnja 1992. Najkorisnijim igračem proglašen je Partizanov Predrag Danilović.

## Turnir

### Četvrtzavršnica
- Partizan -  Virtus Bologna 78:65, 60:61, 69:65
- Olimpia Milano -  Barcelona 80:79, 86:71
- Cibona -  Joventut Badalona 68:73, 67:92
- Maccabi Tel Aviv -  Estudiantes 98:97, 74:98, 54:55

### Poluzavršnica
- Partizan -  Olimpia Milano 82:75
- Joventut Badalona -  Estudiantes 91:69

### Završnica
- Partizan -  Joventut Badalona 71:70

- europski prvak:  Partizan Beograd (prvi naslov)
  - sastav ([1]): Aleksandar Đorđević, Predrag Danilović, Nikola Lončar, Igor Mihajlovski, Zoran Stevanović, Igor Perović, Dragiša Šarić, Željko Rebrača, Mlađan Šilobad, Slaviša Koprivica, Vladimir Dragutinović, Ivo Nakić, Branko Sinđelić, Saša Savić, Đerđ Palfi, trener Željko Obradović